# Tallklobben, Iniö
Tallklobben med Brandören är en ö i Finland. Den ligger i Skärgårdshavet och i kommunen Pargas i den ekonomiska regionen  Åboland i landskapet Egentliga Finland, i den sydvästra delen av landet. Ön ligger omkring 53 kilometer väster om Åbo och omkring 200 kilometer väster om Helsingfors.
Öns area är 4,6 hektar och dess största längd är 420 meter i nord-sydlig riktning. Ön höjer sig omkring 15 meter över havsytan.

## Sammansmälta delöar
- Brandören 60°19′13″N 21°20′09″Ö / 60.32035°N 21.33582°Ö
- Tallklobben 60°19′06″N 21°20′09″Ö / 60.31829°N 21.33593°Ö

## Klimat
Inlandsklimat råder i trakten. Årsmedeltemperaturen i trakten är 4 °C. Den varmaste månaden är juli, då medeltemperaturen är 16 °C, och den kallaste är januari, med −8 °C.